# Marie Philibert Constant Sappey

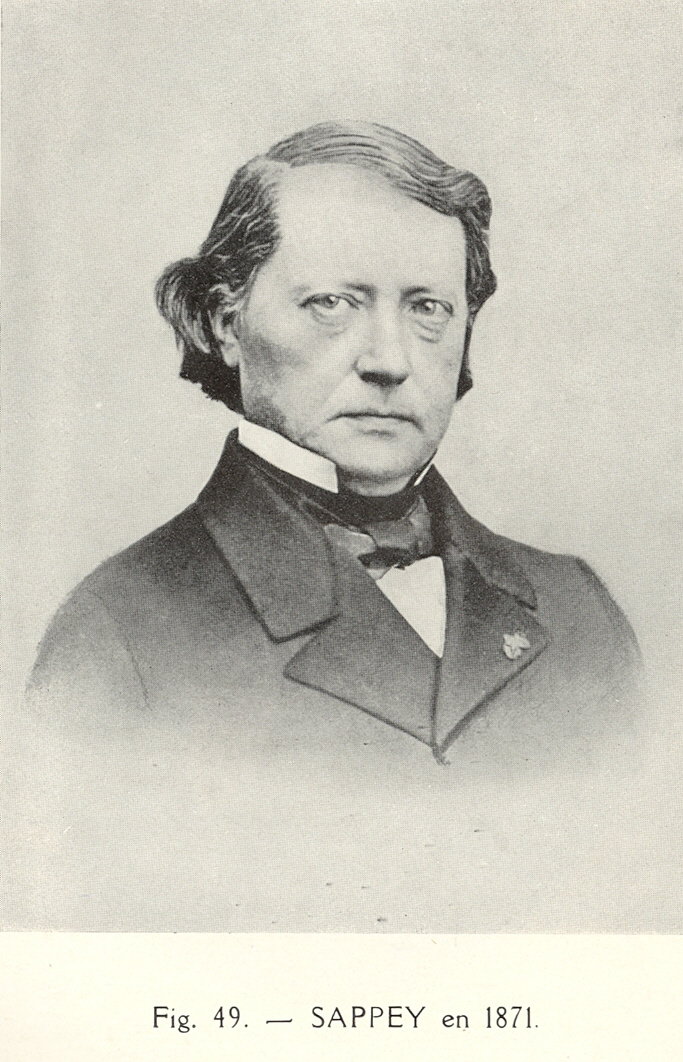
Marie Philibert Constant Sappey

Marie Philibert Constant Sappey, född 1810 i Cernon vid Bourg-en-Bresse, departementet Ain, död 15 mars 1896, var en fransk anatom.
Sappey blev professor i Paris 1868 och studerade främst lymfkärlen hos människan och ryggradsdjuren. Han var även en skicklig framställare av anatomiska preparat. Bland hans arbeten, som vann europeiskt rykte, kan nämnas Traité d'anatomie descriptive (tre band, 1847–63; fjärde upplagan 1888–89) och Atlas d'anatomie descriptive (I, 1879). Han var ledamot av Académie nationale de médecine (1862) och Institut de France (1886).